# Danków (Silésie)
Pour les articles homonymes, voir Danków.
Danków (prononciation : [ˈdankuf]) est une localité polonaise de la gmina de Lipie, située dans le powiat de Kłobuck en voïvodie de Silésie.